# V343 Carinae
V343 Carinae eller HD 74375, är en dubbelstjärna i mellersta delen av stjärnbilden Kölen. Den har en skenbar magnitud av ca 4,31 och är synlig för blotta ögat där ljusföroreningar ej förekommer. Baserat på parallaxmätning inom Hipparcosuppdraget på ca 2,3 mas, beräknas den befinna sig på ett avstånd på ca 1 440 ljusår (ca 440 parsek) från solen. Den rör sig bort från solen med en heliocentrisk radialhastighet på ca 13 km/s och ingår i rörelsegruppen Diamanthopen.

## Egenskaper
Primärstjärnan V343 Carinae är en blå  jättestjärna av spektralklass B1.5 III. Den har en massa som är ca 13 solmassor och har ca 6 300 gånger solens utstrålning av energi från dess fotosfär vid en effektiv temperatur av ca 27 600 K.
Eggleton och Tokovinin (2008) katalogiserade V343 Carinae som en ensam stjärna, om än med viss osäkerhet. Emellertid har Chini et al. (2012) listat den som ett enkelsidig spektroskopisk dubbelstjärna. Den har en följeslagare med skenbar magnitud på 13,3 som ligger separerad med 16,4 bågsekunder vid en positionsvinkel på 339°, år 2010.

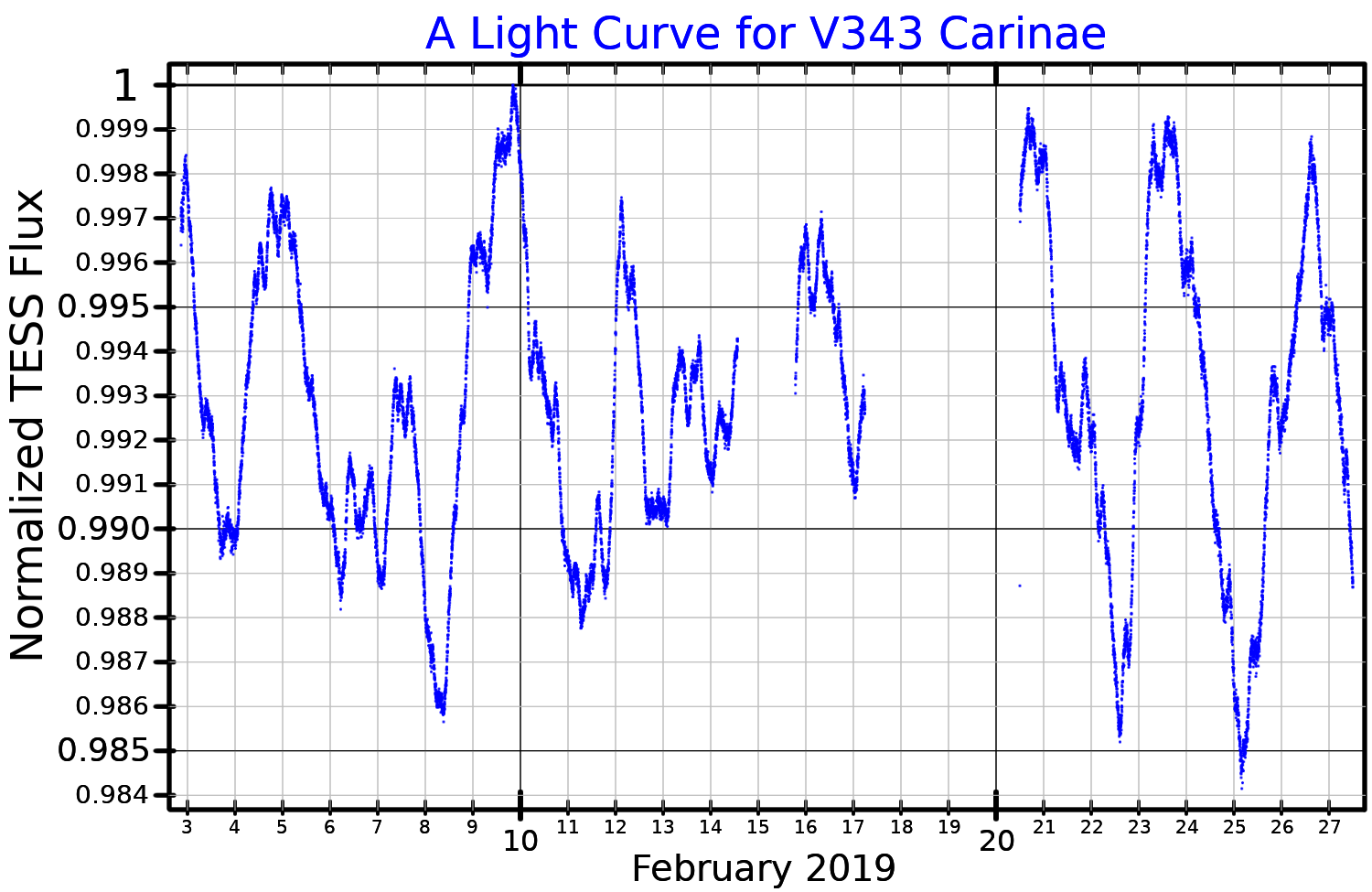
Ljuskurva för V341 Carinae, plottad från TESS-data.

## Variation
V343 Carinae ansågs ursprungligen vara en Beta Cephei-variabel och en misstänkt förmörkelsevariabel med en omloppsperiod på 133,92 dygn. Den anses nu sannolikt vara konstant. Mätningar tyder på att den som mest är en mikrovariabel stjärna med en amplitud på 0,0041 i visuell magnitud och en period på 0,42029 cykler per dygn.